# Indiana Film Journalists Association Awards
A Indiana Film Journalists Association (em português, Associação de Jornalistas de Cinema de Indiana), mais conhecida como IFJA, é uma organização de crítica de cinema localizada no estado de Indiana nos Estados Unidos. Foi fundada no ano de 2009 com seis membros, e desde então, dobrou de tamanho.
O objetivo do grupo é promover uma crítica de cinema de qualidade em Indiana, e reconhecer as dignas produções cinematográficas. O IFJA promove premiações anuais, ocorridas em meados de dezembro.